# Melhus
Melhus este o comună din provincia Sør-Trøndelag, Norvegia.